# Maco (motorfiets)
Maco is een historisch motorfietsmerk.
De bedrijfsnaam was: Otto Maschke Motorfahrzeugbau, Eisenach.
Het was een Duits motormerk dat voornamelijk DKW-tweetaktmotoren inbouwde, maar ook een 198cc-zijklepper met eigen motorblok maakte.
De productie begon in 1921, in de tijd dat honderden kleine Duitse bedrijven hun eigen motorfietsen gingen produceren. Halverwege de jaren twintig verdwenen ze bijna allemaal. Maco stopte de productie in 1926.